# Стронґовський Ілля Юрійович
Ілля́ Ю́рійович Стронґо́вський (нар. 25 травня 1982 в Житомирі) — український перекладач художньої літератури, видавець, колажист та книжковий дизайнер.
Свої комерційні роботи та твори зазвичай підписує стронґовський (з малої літери, без імені та через «ґ»)[значущість факту?].

## Біографічні дані
Ілля Стронґовський (первісно — за прізвищем батька — Дейнега) народився 25 травня 1982 в Житомирі. В цьому ж місті виріс, навчався, досі живе і працює. Випускник Гімназії № 23, деякий час навчався у Житомирському державному університеті імені Івана Франка. Одружений, виховує доньку Єву (2007 року народження).
Займається літературою (поезія, переклад), культуртреґерством («Молода Республіка Поетів», окремі літературні акції) та дизайном.
На початку 2000-х років брав участь у житомирських літоб'єднаннях («Мистецька ґільдія „Nеабищо“», «Оксія»). Учасник збірки «Дві тонни: Антологія поезії двотисячників» (разом з Катериною Бабкіною, Павлом Коробчуком, Олегом Коцаревим та іншими). Засновник фестивалю поетів-початківців «Молода Республіка Поетів». Автор збірки віршів, тексти перекладалися польською, чеською та російською мовами.

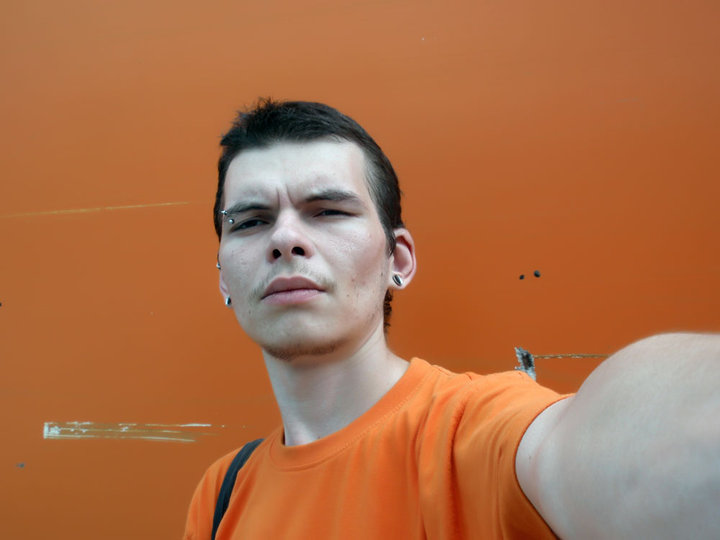
Ілля Стронґовський, липень 2010

2004 року почав працювати дизайнером і з 2008 очолює власну студію strng. Створює дизайн для книжкових обкладинок, постерів, принтів. Як книжковий дизайнер співпрацював з рядом українських видавництв (зокрема «Крок») та іноземними видавництвами (Penguin USA, Apogee Press)
2011 року став дизайнером і виробником авторських футболок, зокрема відомої серії принтів «Зберігайте спокій». З 2017 створює контроверсійні сувеніри під брендом «Nевпинно».
В грудні 2013 листівка стронґовського з зображенням євромайданівської Йолки набула великої популярності серед інтернет-користувачів. А в Новорічні свята 2014 вона з порушенням авторського права була використана рядом депутатів ВО Свобода, що призвело до публічних обговорень та вибачень партії. Численні майданівські плакати, а також роботи на тему соціальних перетворень в Україні зібрані у фейсбук-спільноті «Ревплакат».
2014 року спільно з Лілією Омельяненко заснував Благодійний фонд «Добра листівка», який займається збором коштів для реабілітації дітей з інвалідностями шляхом реалізації художніх поштівок українських та зарубіжних ілюстраторів. Фонд не тільки має широку дистрибуцію в Україні, а й активно просуває українське мистецтво, що слугує благодійній меті і за кордоном, зокрема на книжкових ярмарках в Європі (Варшава, Вільнюс, Франкфурт, Тбілісі) та на благодійних ярмарках в Європі та США. З 2019 року фонд неактивний.
2016 року так само разом із Лілією Омельяненко заснував видавництво «Видавництво». Дебютним виданням стала феміністична книга для підлітків «Бути мною» шведської авторки Анни Хьоґлунд.
З 2005 веде блог у ЖЖ, активно дописує в facebook і twitter, має обліковий запис у Wikipedia.
Під час вторгнення Росії до України з дружиною Олександрою та двома маленькими дітьми переїхав до Польщі. У червні 2022 року взяв участь у Міжнародній книжковій виставці та літературному фестивалі «Світ книги».

## Інтерв'ю
- Ілля Стронґовський: Позаземний агент. — [Архівовано 22 березня 2014 у Wayback Machine.] Українська правда. Життя. 17 січня 2014
- Стронґовський: «Я не особливий. Я спостережливий» zbruc.eu 10 лютого 2014 [Архівовано 5 березня 2014 у Wayback Machine.]
- Дизайнер Стронґовський розповів у Луцьку про «фігурні кізяки» [Архівовано 13 лютого 2016 у Wayback Machine.]